# Бологовская волость

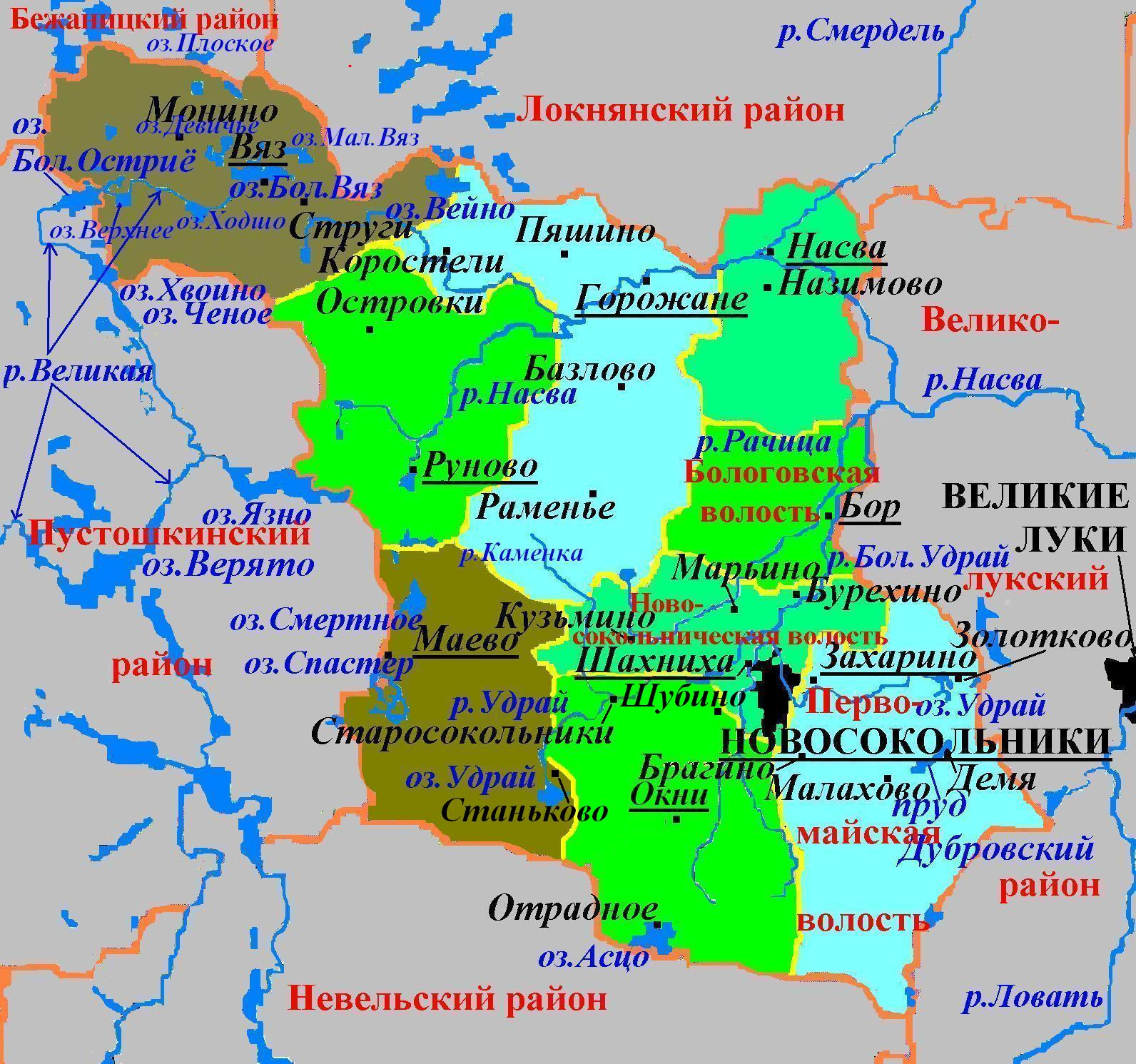
Административное деление Новосокольнического района в 2005—2015 гг.

Бологовская волость — упразднённая административно-территориальная единица 3-го уровня и бывшее муниципальное образование со статусом сельского поселения в Новосокольническом районе Псковской области России.
Административный центр — деревня Бор.

## География
Территория волости граничила на севере с Насвинской, на западе — с Горожанской, на юге — с Новосокольнической волостями Новосокольнического района, на востоке — с Великолукским районом Псковской области.

## Население
| 2002 | 2010 | 2012 | 2013 | 2014 | 2015 |
| ---- | ---- | ---- | ---- | ---- | ---- |
| 781  | ↘555 | ↘547 | ↗551 | ↘543 | ↘521 |

## Населённые пункты
В состав Бологовской волости входило 19 деревень: Бологое, Бор, Вашки, Гостилово, Демяхи, Зеленино, Зубари, Коровкино, Лиситки, Наумцево, Недомерки, Носково, Петрушино, Рожново, Санталово, Собольки, Фефелово, Шевельки, Шетьково.

## История
Постановлением Псковского областного Собрания депутатов от 26 января 1995 года все сельсоветы в Псковской области были переименованы в волости, в том числе Бологовский сельсовет был превращён в Бологовскую волость.
Законом Псковской области от 28 февраля 2005 года в границах волости было также создано муниципальное образование Бологовская волость со статусом сельского поселения с 1 января 2006 года в составе муниципального образования Себежский район со статусом муниципального района.
В апреле 2015 года волость была упразднена и вошла в состав новообразованного сельского поселения Пригородная волость с административным центром в городе Новосокольники.